# Прахлад Џани
Прахлад Џани (Чарада, 13. август 1929 — Чарада, 26. мај 2020) био је индијски саду. Он је тврдио како није ништа јео нити попио од 1940. године и да га богиња Амба одржава на животу.

## Биографија
Рођен је као Чунривала Матаји, и одрастао је у селу Чарада. Према његовим речима, напустио је своју кућу у узрасту од 7 година и отишао живети у џунглу. У узрасту од 11 година, доживео је религиозно искуство и постао следбеник богиње Амба. Тада је одлучио да се облачи као жена: носи црвену одећу, накит и цвеће на рамену. Познат је као Матаџи. 

## Истраге
Лани је сматрао како му богиња обезбеђује издржљивост у којој не мора ни да једе ни да пије ништа. Зато наводно уопште није јео нити пио воду. Своју одрживост је добијао, „нектаром који се филтрира кроз рупу у његовом језику”. Његове тврдње проучавао је тим састављен од 30 научника током три недеље у 2014. године (његове тврдње су провераване и истраживане раније), подвргнувши га низу медицинских тестова. Посматрали су га помоћу надзорних камера и утврдили да ништа није јео ни пио све време боравка у болници! Стручњаци кажу да би било који други човек преминуо од последица толиког ускраћивања хране и воде, али Џани није био чак ни малаксао. Чак није морао да посећује ни тоалет. Лекари су изјавили: „Верујемо да је тело Прахлада Џанија прошло биолошку трансформацију као резултат медитације и снажне јоге у потпуно природном окружењу у којем борави”. Његов мозак је у 2014. години био сличан 25-годишњаку, а он је тада имао 85 година. Праксе које је примењивао су некако мистериозно трансформисале биолошко функционисање његовог тела, којем више не треба енергија и храна из материјалних извора. Научно разумевање начина на који се може преживети без хране и воде може умногоме помоћи у осталим научним сферама, као што је слање човека на далека свемирска путовања. Иначе, према ведама, такозвана чакра трећег ока може произвести божанствени нектар који садржи живот.